# マリ・クリスティーヌ
マリ・クリスティーヌ（Mari Christine、マリ・クリスチーヌとも、1954年5月11日 - ）は、異文化コミュニケーター、タレント（三桂所属）神奈川県葉山町在住。

## 人物
父はイタリア系米国人、母は日本人。 父親の仕事の関係で日本の東京都に生まれ、4歳まで育つ。その後はドイツ、アメリカ合衆国、イラン、タイを初めとする世界各国で生活した後、単身で再来日。上智大学在学中にスカウトされ、タレントとして活躍。TBSラジオ「ヤングタウンTOKYO」ディスクジョッキーや、TBS「 オーケストラがやってきた」「料理天国」等、司会や女優としても数多く出演をしている。　
その後、国際会議やコンサート司会、講演会などを通し、国際異文化交流の橋渡し役として幅広く活躍。
1994年、東京工業大学大学院修了。1996年横浜にあるNPO法人「AWC・アジアの女性と子どもネットワーク」設立。
2000年6月-2015年1月迄　国際連合人間居住計画（ハビタット）親善大使を務める。
2001年、マリが主宰する「アジアの女性と子供ネットワーク」で加藤シヅエ賞受賞。
2005年、21世紀初の日本での万国博覧会「愛・地球博」広報プロデューサー。
2006年、同会場の記念公園「海上の森」名誉センター長、愛知県緑化推進委員会緑の大使。
2010年8月、横浜山下町にあるシルク博物館名誉館長就任。
2010年、生物多様性条約第10回締約国会議（COP10）広報アドバイザー。
2018年、公益財団法人オイスカ評議員
2020年、一般財団法人東京都つながり創生財団理事長。

## 著書
- 「女性にやさしいまちづくり」ユック舎2004年
- 「地球大交流」（東急エージェンシー）2006年
- 「ありがとう　愛・地球博」（地域・都市まちづくり研究所/ユック社）2005年
- 「愛・LOVE・フレンドシップ」　中日新聞社2006年
- 「お互い様のボランティア」ユック舎2005年
- 「自分をいかす人見失う人」海竜社
- 「心地よい我が家を求めて」（翻訳）TBSブリタニカ
- 「人を素敵と思う朝」立風社

## 主な出演作品

### テレビドラマ
- なんたって18歳! 第18話「シンガポールのバスガイド」（1972年、TBS）
- 日本沈没（1974年 - 1975年、TBS） - マリア・ベイリー 役

### その他の番組
- 世紀のびっくりショー（フジテレビ） - サブ司会（海外のびっくり人間担当）
- オーケストラがやってきた（TBS） - 5代目アシスタント
- 料理天国（TBS） - レギュラー
- 午後は○○おもいッきりテレビ（日本テレビ） - 準レギュラー

### CM
東京ガス
「ガスセントラル給湯器」（1973年）
電電公社
「プッシュホン」（1977年)
「プッシュホン」（1978年）共演：藤村俊二